# Gornja Badanja
Gornja Badanja (cyr. Горња Бадања) – wieś w Serbii, w okręgu maczwańskim, w mieście Loznica. W 2011 roku liczyła 461 mieszkańców.